# Sinocyclocheilus brevis
Sinocyclocheilus brevis är en fiskart som beskrevs av Lan och Chen 1992. Sinocyclocheilus brevis ingår i släktet Sinocyclocheilus och familjen karpfiskar. Inga underarter finns listade i Catalogue of Life.